# Partido Socialista de Aragón
El Partido Socialista de Aragón (PSA) fue un partido político aragonés, que estuvo activo entre 1976 y 1983. Se autodefinía como federalista, socialista y autogestionario. Sus líderes fueron Emilio Gastón Sanz y Jesús Romanos Canicer. Personalidades como el cantautor José Antonio Labordeta, el periodista Federico Jiménez Losantos, el historiador Guillermo Fatás Cabeza, el filólogo Francho Nagore Laín, el expresidente de Aragón Santiago Marraco Solana, el exdiputado Bernardo Bayona Aznar, el exalcalde de Fraga Francisco Beltrán Odrí, el exalcalde de Zaragoza José Atarés Martínez (este en las juventudes del partido) o el periodista radiofónico Plácido Serrano Valencia llegaron a ser militantes del PSA

## Historia
El partido se creó el 5 de febrero de 1976 a partir de la Alianza Socialista de Aragón (una organización fundada en 1974 por sectores intelectuales y profesionales no afiliados e independientes de ideología socialista) y miembros de la revista Andalán que asistían como independientes a la Comisión Aragonesa Pro Alternativa Democrática (una comisión constituida en 1972 a iniciativa del PCE en Aragón). El 6 de noviembre se incorporó al partido la sección aragonesa de Reconstrucción Socialista, organización creada por militantes del sindicato Unión Sindical Obrera. Y pronto reunió a un importante número de militantes tanto de la cultura como del ámbito sindical, tales como Emilio Gastón, su primer secretario general, Guillermo Fatás, Eloy Fernández Clemente, Francisco Beltrán Odrí, José Bada Panillo, José A. Biescas, etc., que hicieron una defensa férrea del territorio y de las gentes de Aragón.
Formó parte de la Federación de Partidos Socialistas desde la formación de esta agrupación de partidos, el 7 de marzo de 1976.
El mitin de presentación que este partido hizo en Zaragoza el 5 de febrero de 1977, un año después de su creación, llegó a ser considerado como un gran éxito, al mismo tiempo que fue el primer mitin de un partido de izquierdas en Aragón desde la República (el PSOE lo hizo el 26 de marzo).
El 24 de marzo, el PSA y la federación en Aragón del Partido Socialista Popular (PSP) establecieron un comité de enlace para tratar la unidad entre los partidos socialistas.
El PSA fue legalizado el 31 de marzo de 1977. Concurrió a las elecciones de 15 de junio de 1977, en un ambiente de gran euforia, presentando candidaturas en Aragón que estaban integradas en la coalición de Unidad Socialista, constituida entre la citada Federación de Partidos Socialistas y el Partido Socialista Popular (PSP). Su mitin de cierre de campaña electoral, del 13 de junio de 1977, tuvo mayor asistencia de público que el que había realizado el día 1 de junio, dentro de la misma campaña electoral y en el mismo lugar (la plaza de toros de Zaragoza), el Partido Socialista Obrero Español con su entonces secretario general Felipe González, lo que hizo aumentar las expectativas del partido como referente de la izquierda en Aragón.
Los resultados fueron relativamente buenos, logrando un acta de diputado para su secretario general Emilio Gastón. Una parte del partido consideró que este resultado, teniendo en cuenta de que era un partido nuevo, nacido de la base y con pocos medios financieros, y el haber sido el único partido de la Federación de Partidos Socialistas que había obtenido escaño (la coalición Unidad Socialista obtuvo en total seis escaños en el Parlamento Español, cinco del PSP y uno del PSA), había supuesto un gran éxito. Pero, para otra parte, el sector del partido más clásicamente socialista, que deseaba ser el referente de la izquierda aragonesa, este resultado supuso un fracaso al compararlo con el otro partido de izquierdas, PSOE, que llegó a obtener hasta cinco escaños en Aragón.
El debate interno sobre la conveniencia de integrarse en un partido de ámbito estatal, una opción a la que siempre se opuso Emilio Gastón, llevó primero, en el otoño de ese mismo año, a establecer conversaciones con el PCE para formar el «Partido Socialista Unificado de Aragón», al modo del PSUC.  Una idea defendida por algunos profesores universitarios (Guillermo Fatás, Gonzalo Borrás, Carlos Forcadell) que no llegó a cuajar.
Con la llegada a la secretaría general de Santiago Marraco en febrero de 1978, representante de la mayoría socialista, frente a la candidatura de Enrique Bernad, apoyada por Emilio Gastón y el sector nacionalista, se inician contactos con PSOE para una unificación similar a la que dio lugar al PSC. Por un lado, las desavenencias entre ambos sectores del PSA y, por otro lado, las reticencias que tenía la dirección del PSOE respecto a un pacto, hicieron que se alargaran las negociaciones y que algunos de los militantes más socialdemócratas del PSA (Andrés Cuartero, Luis Marquina, Elías Cebrián, Rafael Fernández Ordóñez) decidieran dar el salto al PSOE por su cuenta, sin esperar el resultado de la negociación. Finalmente se celebró un Congreso de Unidad entre el PSA y la Federación Aragonesa del PSOE en julio de 1978, pero el PSOE, representado en ese Congreso por Enrique Múgica, no respetó los términos de la negociación y vetó la incorporación en la Comisión Ejecutiva del nuevo Partido de dos de los cuatro propuestos por el PSA: Enrique Bernad y José Luis Chamorro. El Congreso continuó, pero los otros dos propuestos, Santiago Marraco y Bernardo Bayona Aznar, renunciaron a su puesto en esa Comisión Ejecutiva y el sector que se había mostrado contrario a la unidad, liderado por Emilio Gastón, se negó a integrarse y defendió mantener el partido. En consecuencia, el PSOE, por su parte, rechazó hacerse cargo de la deuda del PSA, cifrada en 7 200 000 pesetas.
El proceso fallido de unificación desembocó, a continuación, en una disputa jurídica por la denominación de Partido Socialista de Aragón, entre la dirección del PSOE, que intentó utilizar en un principio esta denominación para su organización territorial en Aragón, y el sector que propugnaba la continuación del PSA como tal. El resultado judicial fue que se prohibió al PSOE utilizar la denominación de "Partido Socialista de Aragón" o incluso las siglas de PSOE-PSA, por ser, tanto nombre como siglas, propiedad del Partido Socialista de Aragón.  Como consecuencia de esto, el PSOE en Aragón ha podido utilizar desde entonces solo la expresión «Partido de los Socialistas de Aragón».
A partir de ese momento, Emilio Gastón reunió en torno a sí, dentro del partido, a la parte de la militancia próxima a posturas más cercanas al nacionalismo, contraria a una unificación con un partido cuya dirección estuviera fuera del ámbito estrictamente aragonés.
Por otro lado, en el siguiente Congreso del PSOE aragonés, celebrado en Huesca, en noviembre de 1979, Santiago Marraco se hizo con la Secretaría General de los socialistas aragoneses que estaban integrados en el PSOE, acompañado en la Comisión Ejecutiva de otros significados ex-Psas, como Andrés Cuartero, José Bada Panillo, Bernardo Bayona Aznar, Elías Cebrián, Luis Germán, logrando una hegemonía que le conduciría a ser el candidato en las elecciones autonómicas de 1983 y presidir el primer Gobierno de Aragón salido de las urnas. Sin embargo, la vida de estos militantes siempre fue complicada en el seno del PSOE, donde eran etiquetados como "PSAs", hasta el punto que finalmente acabaron perdiendo el control del partido en 1985
En cuanto a los militantes que se quedaron con Emilio Gastón en el partido, algunos de ellos acabarían integrándose también en el PSOE, como el propio Enrique Bernad, que llegaría a ser portavoz de su nuevo partido en las Cortes de Aragón, mientras que otros, los que evolucionaron hacia un nacionalismo neto, formarían el 23 de diciembre de 1978 el Movimiento Nacionalista Aragonés (MNA) junto a miembros de la asociación cultural Rolde de Estudios Nacionalistas Aragonés, en similitud a otras fuerzas nacionalistas de izquierda que habían surgido o estaban creándose en País Vasco o Cataluña durante aquellos años.
El PSA llegó a plantearse concurrir a las primeras elecciones al Parlamento de Cataluña que tuvieron lugar el 20 de marzo de 1980, aunque finalmente su candidato, Federico Jiménez Losantos, lo hizo integrado en la candidatura del Partido Socialista de Andalucía, que obtuvo dos escaños.
Se presentó nuevamente a las elecciones generales de 1 de marzo de 1979 y de 28 de octubre de 1982, sin obtener representación.
El Partido Socialista de Aragón se disolvió en el congreso extraordinario celebrado el 26 de marzo de 1983, siendo su último secretario general Santiago Coello Martín.
A pesar de su desaparición, el PSA ha supuesto un cierto mito en la política aragonesa y su legado se ha manifestado posteriormente en este ámbito, bien por la presencia en primer Gobierno de Aragón de personas que habían estado vinculadas al partido, no solo su presidente, Santiago Marraco, sino consejeros (Andrés Cuartero, José Bada Panillo, José Antonio Biescas), o bien por la aparición de nuevos partidos que en cierto modo vinieron a ocupar un espacio político similar, como la Chunta Aragonesista, partido constituido en 1986.

## Resultados electorales

### Elecciones generales[7]

#### Congreso de los Diputados
| Fecha    | Votos provincia Huesca | %      | Dipu- tados | Votos provincia Teruel | %     | Dipu- tados | Votos provincia Zaragoza | %     | Dipu- tados | Votos total Aragón | %    | Dipu- tados |
| -------- | ---------------------- | ------ | ----------- | ---------------------- | ----- | ----------- | ------------------------ | ----- | ----------- | ------------------ | ---- | ----------- |
| 1977 (1) | 13.730                 | 11, 21 | -           | 3.387                  | 3, 63 | -           | 46.737                   | 10,71 | 1           | 63.854             | 9,79 | 1           |
| 1979 (2) | 1.363                  | 1,16   | -           | 615                    | 0,73  | -           | 17.242                   | 4,06  | -           | 19.220             | 3,07 | -           |
| 1982     | 2.116                  | 1,62   | -           | 626                    | 0,66  | -           | 4.119                    | 0,83  | -           | 6.861              | 0,95 | -           |

(1) Integrado en la coalición electoral Unidad Socialista, formada entre el PSA y el PSP. El diputado que resultó elegido (Emilio Gastón) correspondió al PSA.
(2) Integrado en la coalición electoral Coalición por Aragón, formada entre el PSA y el Partido Social Demócrata de Aragón (PSDA).

#### Senado
1977: Dentro de la coalición Candidatura Aragonesa de Unidad Democrática, que presentó candidaturas en la circunscripción electoral de Zaragoza, obteniendo tres senadores: Ramón Sainz de Varanda (184.157 votos, puesto 1.º), Lorenzo Martín-Retortillo (180.811 votos, puesto 2.º) y Mateo-Antonio García (173.570 votos, puesto 3.º de 20 candidatos).
1979: Presentó candidatos integrados en la coalición electoral Coalición por Aragón, formada entre el PSA y el PSDA. Los tres candidatos de Coalición por Aragón por la circunscripción electoral de Zaragoza quedaron los 18.º, 20.º y 21.º de un total de 35 candidatos (recibiendo voto del 4,1, 3,1 y 2,9% de los votantes). El único candidato por la circunscripción electoral de Huesca quedó el 14.º de un total de 25 (recibiendo voto del 1,7% de los votantes). Los dos candidatos por la circunscripción electoral de Teruel quedaron en los lugares 16.º y 17.º de un total de 18 candidatos (recibiendo voto del 1,6 y 1,3% de los votantes).
1982: Presentó un único candidato por la circunscripción electoral de la provincia de Huesca, sin obtener escaño para su candidato Francho Nagore (5.993 votos, puesto 13.º de 15 candidatos).

### Elecciones autonómicas
En las fechas de existencia del PSA no se había constituido todavía la comunidad autónoma de Aragón.

### Elecciones locales[8]
| Fecha    | Votos provincia Huesca | % | Conce- jales | Votos provincia Teruel | % | Conce- jales | Votos provincia Zaragoza | %    | Conce- jales | Votos total Aragón | %    | Conce- jales |
| -------- | ---------------------- | - | ------------ | ---------------------- | - | ------------ | ------------------------ | ---- | ------------ | ------------------ | ---- | ------------ |
| 1979 (1) | -                      | - | -            | -                      | - | -            | 4.781                    | 0,01 | 1            | 4.781              | 0,01 | 1            |

(1) Integrado en la coalición electoral Coalición por Aragón, formada entre el PSA y el PSDA. La Coalición por Aragón presentó candidaturas en los municipios de Zaragoza, Tauste y La Muela, obteniendo un único concejal en La Muela.